# Francia Köztársaság Művészeti és Irodalmi Rendje

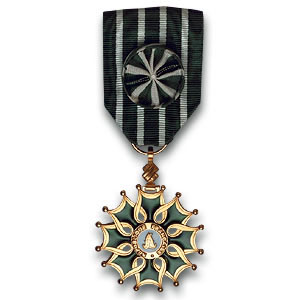
A tiszti fokozat

A Francia Köztársaság Művészeti és Irodalmi Rendje (franciául: Ordre des Arts et des Lettres) francia lovagrendet 1957. május 2-án alapították, és a francia Kulturális Minisztérium irányítása alatt áll. A Rendet „olyan személyeknek ítélik oda, akik kitűnnek művészi vagy irodalmi munkásságukkal, vagy a művészet és az irodalom Franciaországban és a világban való elterjedéséhez való hozzájárulásukkal”.
Amikor Charles de Gaulle francia köztársasági elnök 1963-ban a miniszteri rendek többségét az Francia Köztársaság Nemzeti Érdemrendjében egyesítette, ez a rend külön megmaradt. Az Ordre des Arts et des Lettres Tanácsa hivatalból 12 tagból („különösen a Kulturális Minisztérium, a Nemzeti Levéltár… és a francia múzeumok igazgatóiból”) és a miniszter által kinevezett 13 tagból áll. a kultúra, a rend a Francia Királyság Mihály-rendjének hagyományát örökli.

## Osztályok
A rend három osztályra oszlik:
- Commandeur (parancsnok): Azoknak, akik legalább öt éve tisztek ; Évente 50 lehetséges díj
- Officier (tiszt): Azoknak, akik legalább öt éve Chevalier (lovag); 140 lehetséges díj évente
- Chevalier (lovag): 30 év felettieknek; 450 lehetséges díj évente

## Renddekorációk
A rend jelképe egy nyolc karú, zöld zománcozott kettős kereszt, amelyet ezüst arabeszk a lovagoknak, ezüst-arany arabeszk a tiszteknek, arany arabeszk a parancsnokoknak. Ezenkívül a Commandeurs jelvény valamivel nagyobb, mint a többi. Az L és A betűkből álló monogram minden szinten középre kerül.

## Viselése módja
A parancsnokok a nyakban, a tisztek és a lovagok a bal mellen a szalagon viselik a díszítést. A tiszti szalaghoz egy rozetta is kapcsolódik.
A rendszalag 37 mm széles és öt 5,5 mm széles sötétzöld sávra osztva négy merőlegesen, 2,4 mm széles fehér vonalak válnak el egymástól.